# وارنک
وارنک (به لاتین: Varnek) یک شهرک در روسیه است که در ناحیه خودگردان ننتس واقع شده‌است.